# Independiente del Valle
Independiente del Valle (oficiálním názvem Club Social y Deportivo Independiente) je ekvádorský fotbalový klub z města Sangolquí. Byl založen 1. března 1958. Dříve nesl název Club Social y Deportivo Independiente José Terán.
Svoje domácí utkání hraje na stadionu Estadio Municipal General Rumiñahui s kapacitou 7 500 míst.
K roku 2015 je největším úspěchem klubu druhé místo ze sezóny 2013 ekvádorské Serie A.